# Anaïs Déas
Anaïs Déas, née le 30 octobre 1987 à Arras, est une joueuse française de basket-ball. Elle joue principalement au poste de meneuse.

## Biographie
Arrageoise de formation avec un passage de CREPS de Wattignies, la nièce de Bruno Blier. passe deux ans au Pays d'Aix, puis deux autres années au SO Armentières et enfin une au Cavigal Nice. Arrivée au cours de la saison 2013/2014 à AS Aulnoye-Aymeries pour remplacer Milani Malik, elle aide à remporter la montée en Ligue 2, puis est de nouveau un précieux secours après la blessure d'Aminata Konaté pour réussir le maintien.
Lauréate du CAPEPS en 2009, puis de l’Agrégation Externe en 2013, elle se dirige vers la recherche en sociologie à l’Université d’Artois. ATER depuis septembre 2013, elle enseigne l’histoire de l’EPS et la spécialité basket aux étudiants du STAPS de Liévin et poursuit des recherches sur la sociologie du basket professionnel féminin, et plus spécifiquement, sur la structuration et la dynamique de ce marché sportif, à travers le prisme de ses joueuses dans le cadre de son doctorat. 
Professeur d'EPS dans le civil, elle joue en 2015-2015 en Ligue 2 à AS Aulnoye-Aymeries (7,2 points et 2,5 passes décisives en moyenne par match). Mutée à l'université de Montpellier à partir de la rentrée, elle songe à mettre un terme à sa carrière sportive, mais s'engage pour saison LFB 2016-2017 et l'Euroligue avec Montpellier.

## Clubs
| Saisons   | Équipe                                                       | Pays   |
| 2002-2008 | Arras Pays d'Artois Basket Féminin                           | France |
| 2008-2010 | Pays d'Aix Basket 13                                         | France |
| 2010-2012 | SO Armentières                                               | France |
| 2012-2013 | Cavigal Nice Basket 06                                       | France |
| 2013-2016 | AS Aulnoye-Aymeries                                          | France |
| 2016-     | Basket Lattes Montpellier Méditerranée Métropole Association | France |

## Palmarès
- Médaille de bronze au championnat d’Europe 20 ans et moins 2007
- Championne de France NF1 2006 avec Arras